# Світило (гностицизм)
Світило — у сетіанському гностицизмі — ангелоподібна істота або небесне місце проживання, згадане в апокрифі Іоанна. 
Чотири світила часто зустрічаються в сетіанських гностичних текстах, таких як Таємна книга Івана, Священна книга Великого Невидимого Духа та Зостріан. Ці світила розглядаються як еманації вищої божественної тріади, до складу якої входять Батько (Невидимий Дух), Мати (Барбело) і Дитина (Аутоген). У порядку від найвищого до найнижчого ієрархічного рівня вони такі:
1. Гармозель (або Армозель) (Harmozel (or Armozel))
2. Орояєль (Oroiael)
3. Дейвіт (або Девітаї) (Daveithe(or Daveithai))
4. Елелет (Eleleth)

## Елелет
Елелет — це одне з чотирьох світил Сета в гностичній космології. Він згадується в таких текстах, як «Іпостасі Архонтів», «Апокриф Іоанна» та «Трьох формах першої думки», що були знайдені в бібліотеці Наг-Хаммаді у 1945 році. Ймовірно, Елелет також згадується в Євангелії від Юди як Ель.
У тексті «Іпостасі Архонтів», Елелет спускається з плероми, щоб врятувати Норею від Архонтів, які намагалися її схопити після того, як вона звернулася до Монади з проханням про допомогу. Після приходу Елелет Архонти відступають, і він розповідає Нореї про своє справжнє походження та походження світу.